# 石油工人竞技场
石油工人竞技场（Neftçi Arena）是一座位于阿塞拜疆首都巴库的专业足球场，於2012年建成啟用。
这座足球场最初名为八公里体育场（‎）。2013年，因阿塞拜疆移动通讯公司巴克谢利赞助，而冠名为巴克谢利球场（Bakcell Arena）。2023年8月，更名为石油工人竞技场。
球场可容纳11,000名观众。這座体育场曾是2012年國際足協U-17女子世界盃的球场之一。